# 阿方索贝泽拉
阿方索贝泽拉是巴西北大河州的一个市镇。总面积576.248平方公里，总人口10966人，人口密度19人/平方公里。